# محمدرضا شاهنده
سرلشکر محمدرضا شاهنده رئیس شهربانی در دوره دکتر محمد مصدق و معاون دوم ستاد ارتش (۱۳۳۳) بود.